# Görbe erdő

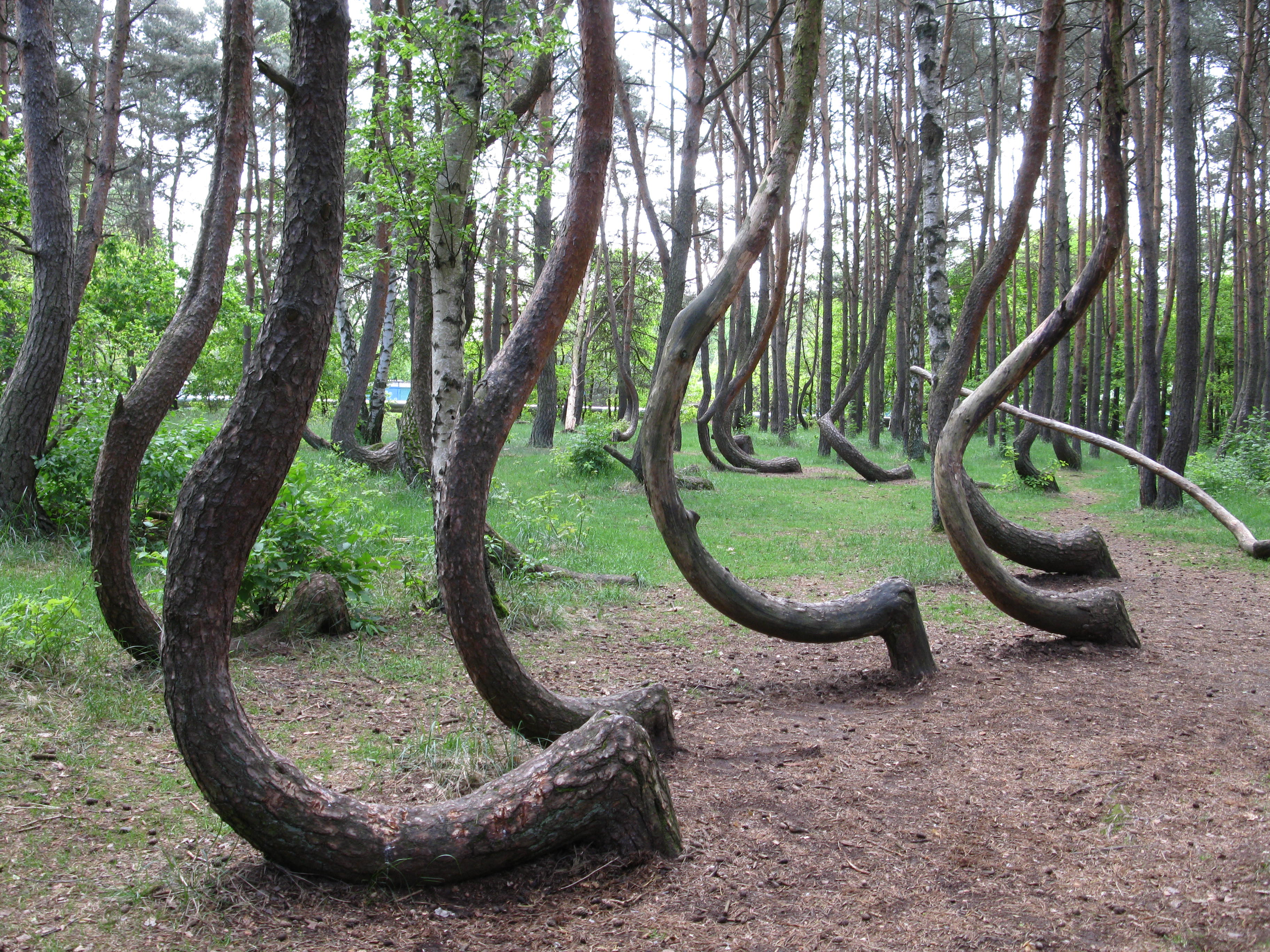
A görbe erdő

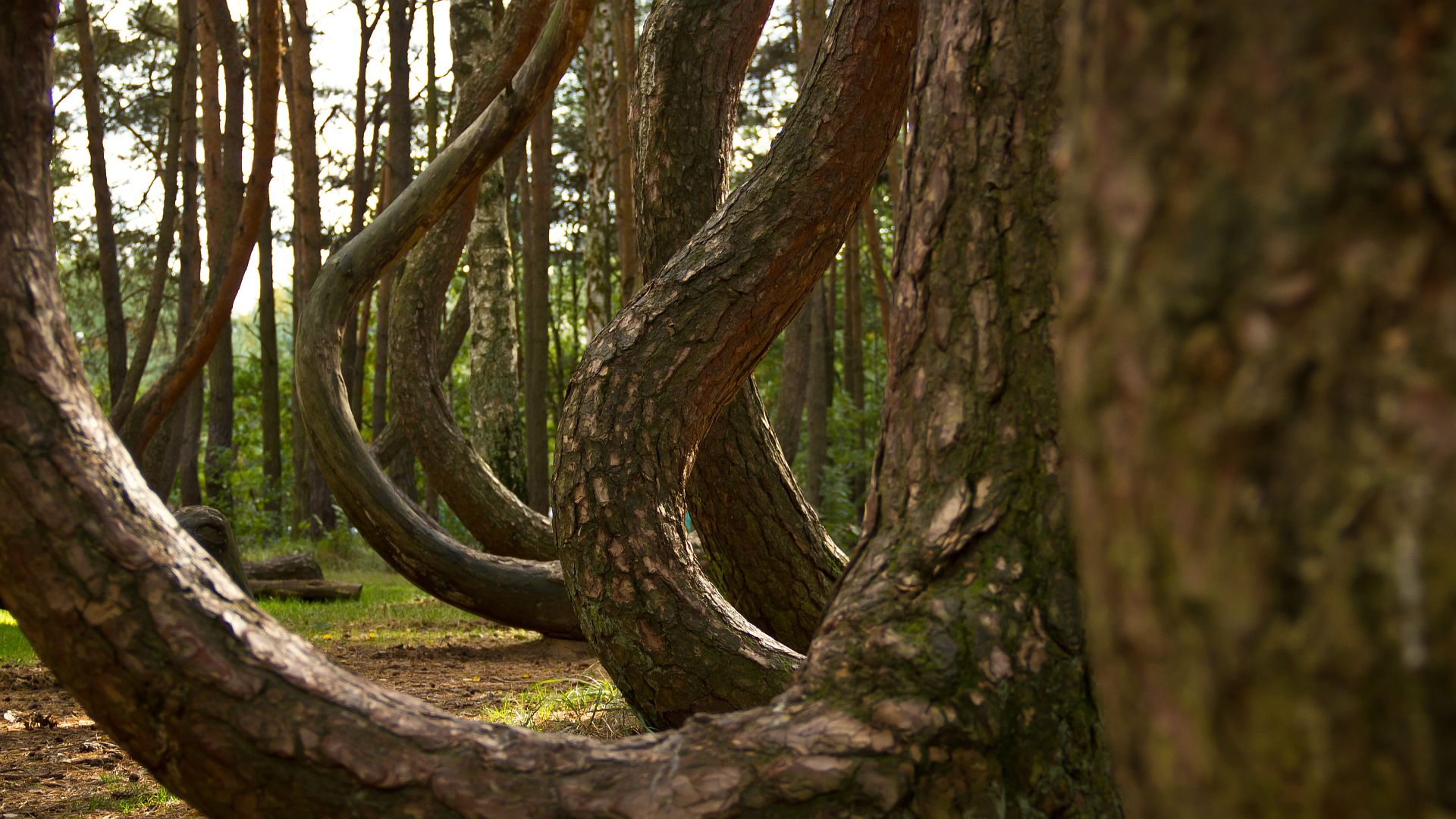
Görbe fák az erdőben, 2013

A görbe erdő (lengyelül: Krzywy Las) görbe törzsű fákból álló fenyőliget Lengyelországban, Gryfino közelében, turistalátványosság.
Az erdőbe mintegy 400 fenyőfát telepítettek Nowe Czarnowo lakosai 1930 körül. A fák törzse a talaj felett közvetlenül nagy ívben elgörbült, északi irányban, majd egyenesen felfelé nőtt. Feltételezhetően emberi beavatkozás eredménye, de azt nem sikerült megállapítani, hogyan csinálták, vagy mi okból, mivel a település elpusztult a második világháborúban és csak az 1970-es években népesült be újra. Az egyik elmélet szerint talán bútorkészítéshez vagy hajóépítéshez alakították így a fák törzsét. Más vélemények szerint óriási hó lepte el az erdőt és az görbítette el a fatörzseket, ám erre nincs bizonyíték.
Az erdőt bemutatták a History csatorna Elképesztő rejtélyek című műsorában is, 2019 augusztusában.